# Nokia C5-00
Nokia C5-00 a fost anunțat în martie 2010. Rulează pe platforma S60 sistemul de operare Symbian 9.3. Are Bluetooth, A-GPS, cameră de 3.2 megapixeli, mufă audio 3.5 mm, slot car microSD și radio FM.

## Design
În partea din stânga se găsește doar orificiul șnur. În partea din dreapta Nokia C5 are tasta pentru controlul volumului și slotul cardului de memorie microSD, care este protejat împotriva pătrunderii prafului cu un capac de plastic. 
Partea de sus are portul micro-USB, mufa audio de 3.5 mm și conectorul pentru încărcarea dispozitivului. Partea de jos găzduiește doar microfonul.
În partea din spate se află camera de 3.2 megapixeli cu bliț LED. Lentilele camerei nu au nici o protecție împotriva zgârieturilor.
Nokia a folosit mult plastic, dar este de calitate. Are mici inserții metalice, iar capacul bateriei este din aluminiu.

## Conectivitate
Nokia C5 are Bluetooth 2.0 cu EDR și port micro-USB 2.0. Traficul de date se poate face prin EDGE, HSDPA sau HSUPA. Clientul de e-mail este Nokia Messaging care oferă posibilitatea folosirea mai multor conturi.
Browser-ul web suportă Adobe Flash. C5 este dotat cu A-GPS și navigație gratuită cu Ovi Maps.

## Multimedia
Camera foto este de 3.2 megapixeli cu bliț LED. Are o cameră frontală VGA pentru apeluri video.
Nokia C5 capturează clipuri video la rezoluție VGA și 15 cadre pe secundă. Interfața player-ului de muzică integrează și interfața radio. Are radio FM cu RDS și mufă audio de 3.5 mm. Player-ul audio suportă formatele MP3/WAV/eAAC+/WMA. Player-ul video suportă formatele MP4/H.264/H.263.

## Caracteristici
- Ecran TFT de 2.2 inchi
- Procesor ARM11 tactat la 600 MHz* Memorie internă 50 MB, 128 MB RAM
- Camera de 3.2 megapixeli cu bliț LED
- Camera frontală VGA
- Sistem de operare Symbian OS v9.3, S60 rel. 3.2
- GPS cu suport A-GPS, Ovi Maps 3.0
- Bluetooth 2.0 cu A2DP
- Infraroșu
- EDGE, HSDPA, HSUPA
- Radio Stereo FM cu RDS
- Mufă audio de 3.5 mm
- Adobe Flash Lite
- QuickOffice